# Основний тон

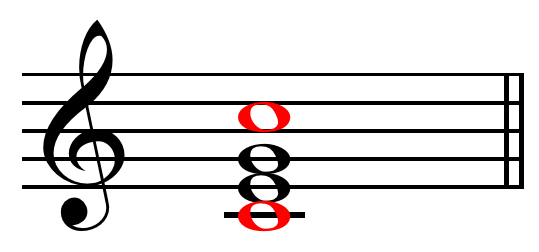
Подвоєний основний тон у до-мажорному тризвуці.

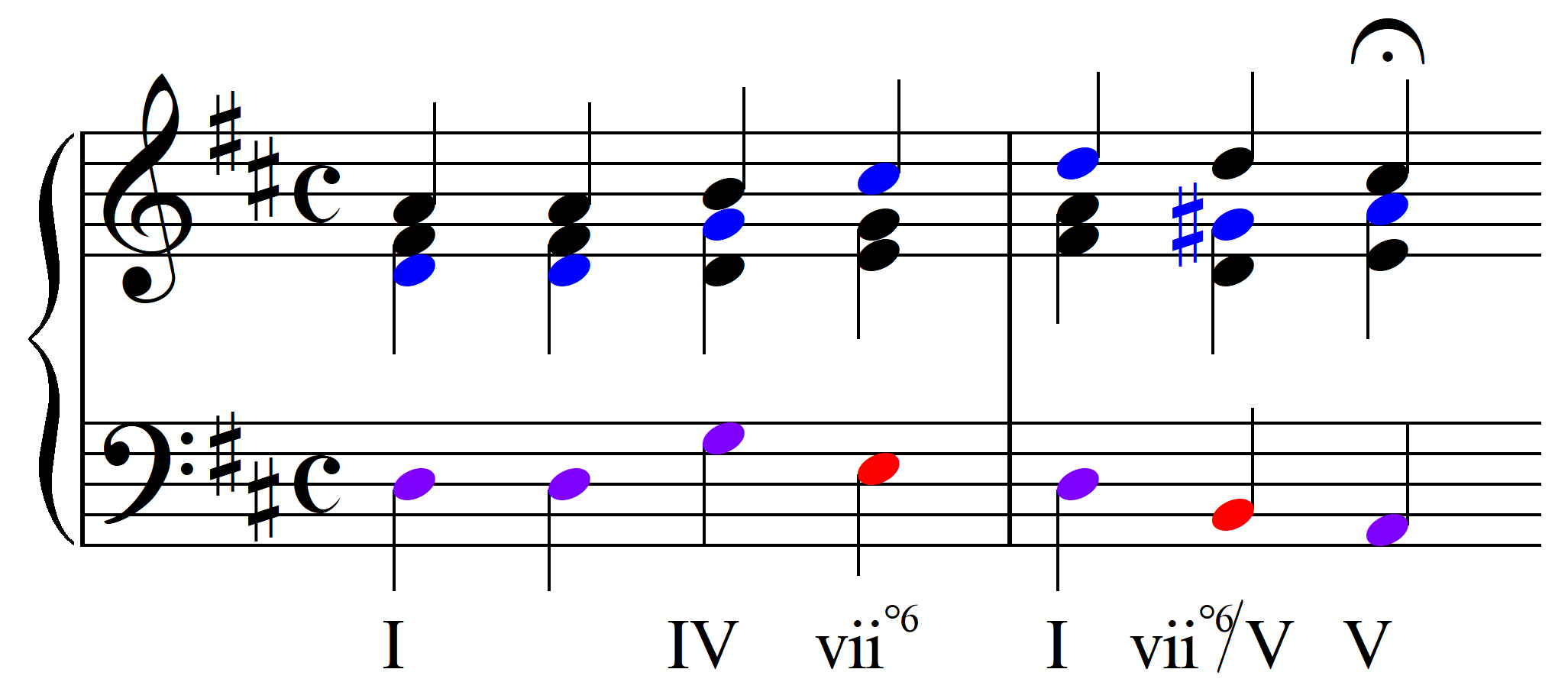
Основні тони (сині) і басові ноти (червоні, у разі збігу = фіолетові) з хоралу XVIII століття

У теорії музики поняття основний тон — це головний звук певного акорду. Основний тон не обов'язково має бути найнижчою нотою акорду: поняття основного тону пов'язане з поняттям обернення акордів.
У терцієвій гармонічній теорії, де акордами називаються співзвуччя, утворені на основі інтервалів — терцій, основним тоном акорду є нота, на яку надбудовуються усі наступні терції. Наприклад, основним тоном до-мажорного тризвуку є нота «до», незалежно від вертикального порядку, у якому представлені три ноти (до, мі та соль). Тризвук може бути в трьох можливих позиціях: в позиції власне тризвуку — з основним тоном у басі; в позиції секстакорду (першому оберненні), наприклад, E, C, G або E, G, C; в позиції квартсекстакорду (другому оберненні), наприклад G, C, E або G, E, C.
Септакорди, що складаються з чотирьох звуків, мають чотири можливі позиції. Тобто, акорд можна грати з основним тоном у басі (власне септакорд), на терцію вище від баса (перше обернення — квінтсекстакорд), на квінту вище від баса (друге обернення — терцквартакорд) та на септиму вище від баса (третє обернення — секундакорд). Нонакорди, що складаються з п'яти нот можливі у п'яти позицях тощо, але основним тоном завжди є тон, від якого починається нашарування терцій.

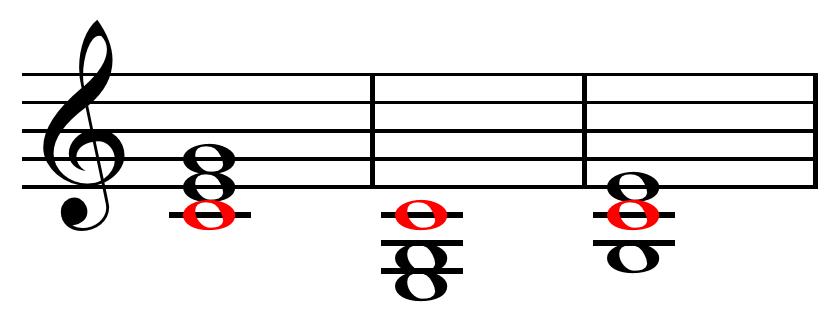
До мажорний тризвук в основному виді і в оберненнях
. Основні тони виділено червоним кольором.

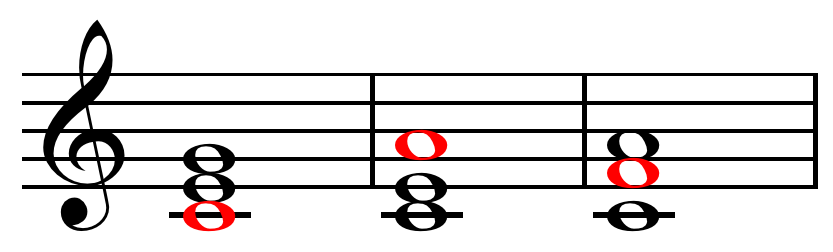
Тризвук та його обернення побудовані від звуку До
. Основні тони виділено червоним кольором.

## Визначення основного тону

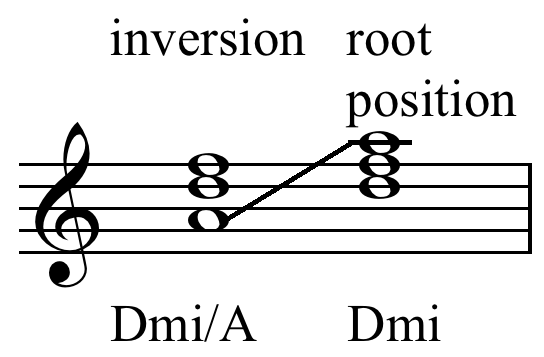
Визначення основного тону оберненого акорду

Звичайний спосіб визначити основний тон акорду — це перегрупування акорду у тісне розташування, в якому усі його сусідні звуки утворють інтервали терцій. Втім, для обернень акордів у тісному розташуванні існує така закономірність — в оберненнях тризвуків основний тон знаходиться безпосередньо над інтервалом кварти, а в оберненнях септакордів — над інтервалом секунди.  Деякі акорди, такі як тризвуки з доданою секстою, можуть бути проаналізовані по-різному. Наприклад, у тональному музичному творі акорд, що складається з нот C, E, G, A, може бути визначений як до мажорний тризвук (C, E, G — з доданою секстою А), або як обернення ля-мінорного септакорду (A, C, E, G, у басі терцієвий тон C). Визначити, яка з нот є основним тоном цього акорду, можна виходячи з контексту. Якщо акорд, що пишеться C, E, G, A, виникає безпосередньо перед акордом C, D, F♯, A, перший акорд вважатиметься мінорним квінтсекстакордом з основним тоном ля, а послідовність акордів розглядатиметься як ii65  –V 7 в тональності G-dur, що є типовим для класичної гармонії.
Існують різні форми запису обернень акордів та їх основних тонів:
- За тональністю (наприклад, до мажор, ля мінор, G7 тощо)
- Відповідно до ступеню у відповідній тональності (наприклад, I для позначення тонічного акорду і V або D для позначення домінантного акорду)
- У вигляді «слеш-акордів» (наприклад, соль мажорний секстакорд буде записаний як G/B — соль-мажорний тризвук зі звуком «B» у басі)

Мажорна гамма містить сім ступенів, кожна з яких може служити основним тоном акордів:

Тризвуки гами до мажор

Акорди в атональній музиці часто мають невизначений основний тон, як і акорди з однаковими інтервалами та акорди зі змішаною інтервальною структурою; такі акорди часто характеризуються за їх інтервальним вмістом.

## Історія
Перші згадки про обернення тризвуків з'являються в роботі «Artis musicae» Отто Зігфріда Гарніша (1608), де описуються досконалі тризвуки, в яких основний тон є нижньою нотою квінти і недосконалі, в яких основий тон з'являється ище. Йоганнес Ліппіус у трактатах «Disputatio musica tertia» (1610) і «Synopsis musicae novae» (1612) першим вжив термін «тризвук» (trias harmonica); він також використовує термін «основний тон» (radix), але в дещо іншому значенні. Томас Кемпіон, «A New Way of Making Fowre Parts in Conterpoint», Лондон, бл. 1618, зазначає, що коли акорди представлені у вигляді секстакорду, бас не є «справжньою основою», яка неявно на терцію нижча. «Справжня основа» Кемпіону — це «корінь» (англ. root) акорду.
Повне визнання зв'язку між тризвуком і його оберненнями зазвичай приписують Жану-Філіпу Рамо і його тратктату «Traité d'harmonie» (1722). Рамо не був першим, хто відкрив обернення тризвуків, але його головне досягнення полягає в тому, що він визнав важливість послідовності акордів за їх основним тоном для визначення тональності.

## Основний тон і основна частота
Поняття основного тону акорду в гармонії відрізняється від поняття основної частоти (інколи також вживають «основний тон») в музичній акустиці. Коли гармонічний звук, тобто звук з гармонічними частотами, не має компонента на основній частоті, висоту цієї основної частоти можна почути: це відсутня основна частота. Ефект посилюється тим, що відсутня основна частота є різницевим тоном гармонічних складових.
Однак акордові ноти не обов'язково утворюють гармонічний ряд. Крім того, кожна зі складових акорду має свою основну частоту. Мажорний тризвук — це єдиний акорд, в якому розташування звуків нагадує розташування тонів гармонічного коливання, втім слід мати на увазі, що в обертоновому ряді звуки тризвуку віддалені від основної частоти на дві октави і більше. Наприклад, звуки C3 E3 G3 самі по собі утворюють мажорний тризвук, і ці ж самі звуки можуть бути обертонами нечутного звуку C1.

## Передбачуваний основний тон

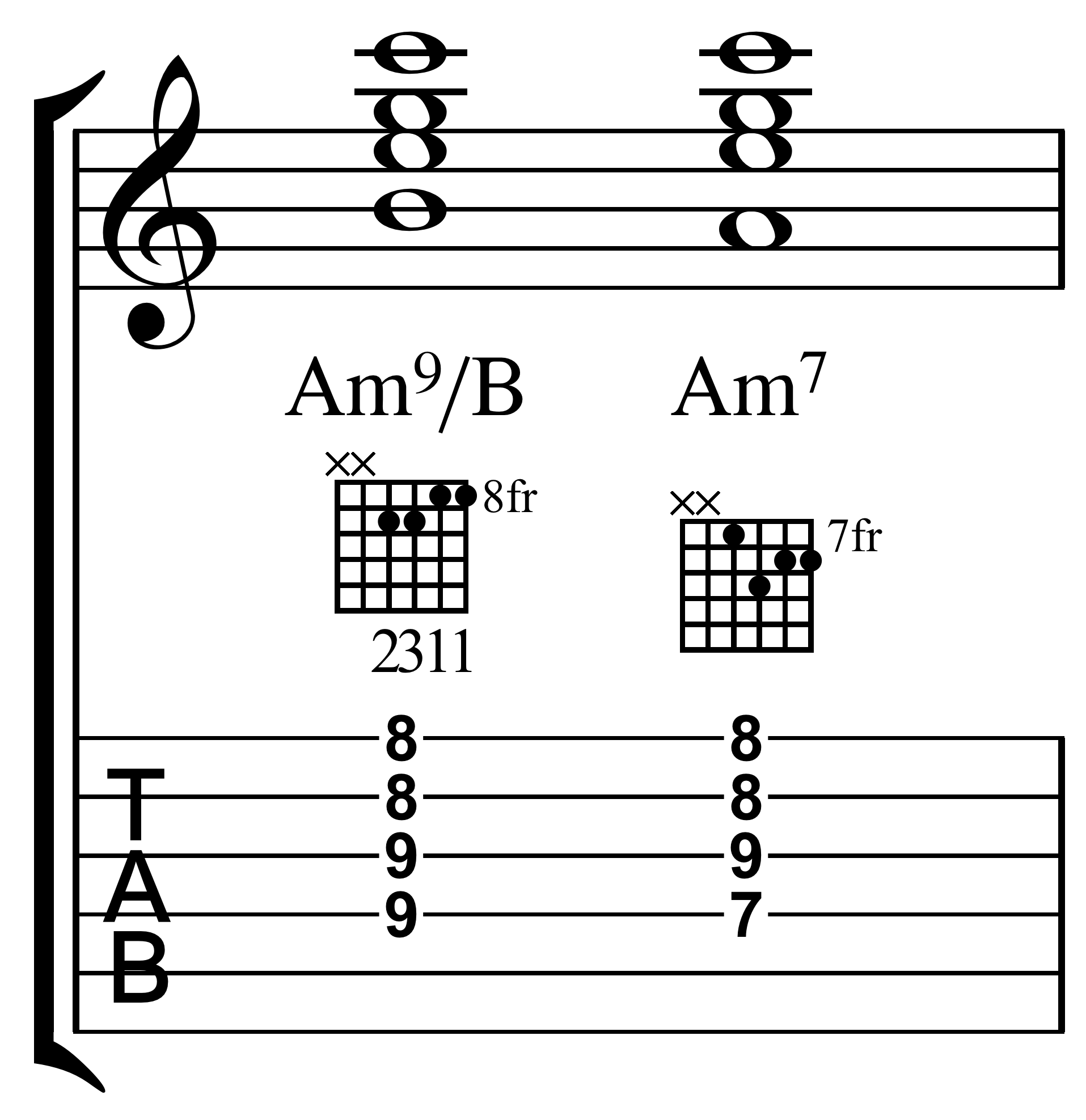
Ля мінорний нонакорд без основного тону і ля-мінорний септакорд
- без основного тону, без нони, і в класичному вигляді

В англійській теорії музики існує поняття акорду з передбачуваним основним тоном, тобто акорду, що «не містить основного тону ([що] не є незвичайним)». «Ми інтерпретуємо акорд як такий, що уникає основного тону, коли звичка слухання змушує нас думати про відсутній основний тон». «Ми не визнаємо пропущених основних тонів, за винятком випадків, коли розум неодмінно усвідомлює їх … Бувають також випадки в інструментальному супроводі, коли основний тон береться на початку такту, і вухо відчуває його у протягом усього такту» (курсив в оригіналі).
Прикладом передбачуваного основного тону є зменшений септакорд, нота якого на мажорну терцію нижче акорду часто вважається відсутнім основним тоном, що робить цей акорд нонакордом. Зменшений септакорд надає «особливі можливості для модуляції», оскільки він може бути позначений  чотирма способами і представляти чотири різні передбачувані основні тони. 

### В джазі
У джазі та джаз-ф'южні основний тон часто опускаються в акордах, коли музиканти, які грають акордами (на електрогітарі, фортепіано, органі Хаммонда), імпровізують акорди в ансамблі, де є басист (бас-гітара, контрабас, електробас або інший бас). В цьому випадку основний тон грає басист. Наприклад, якщо група грає мелодію в тональності до мажор, то на домінантному акорді (тобто G7), музиканти, які грають акорди, зазвичай ноту G не грають, бо очікують, що її зіграє бас-гітарист. Натомість музиканти грають терцію, септиму та інші додаткові тони (нону, терцдециму, навіть якщо вони не вказані в акорді). Таким чином, музикант, що грає акорди, зіграє G7 нотами H і F (терція і септима), а також A і E (нона і терцдецима).